# Liu Yijun
Liu Yijun, nome d'arte 老五 Lao Wu (cinese tradizionale: 劉義軍; cinese semplificato: 刘义军; pinyin: Líu Yìjūn; Tientsin, 1962), è un chitarrista e musicista cinese, ex-membro del gruppo rock/metal di Pechino Tang Dynasty.

## Biografia e carriera
Nato a Tianjin, città di mare a due ore dalla capitale Pechino, Liu Yijun è il secondo di due fratelli. Nel 1976, la famiglia di Liu si trasferì da Tianjin in cerca di fortuna economica e, dopo aver scoperto lo strumento tradizionale cinese guqin, il giovane Liu si appassionò alla chitarra nel 1978. Dopo aver fallito gli esami per entrare all'università, Liu iniziò a dedicarsi completamente alla musica, contro la volontà dei propri genitori. Nel 1984 la famiglia si trasferì nuovamente, questa volta a Pechino, dove il giovane Liu fallì nel trovare un lavoro. Tuttavia, riuscì a farsi un nome nella scena musicale locale mischiando le nuove sonorità del rock occidentale a quelle della tradizione musicale cinese, in particolare unì la chitarra allo erhu, come nella canzone dei Tang Dynasty The Sun.
Dopo che Kaiser Kuo lasciò i Tang Dynasty per la prima volta nel 1989, il cantante Ding Wu chiamò Liu a prendere il suo posto grazie alla sua tecnica veloce adatta al genere del gruppo. Mentre Ding Wu è considerato il frontman della band, Liu ha sempre avuto un ruolo predominante nella composizione di musiche e testi. Dopo aver pubblicato i singoli A Dream Return to the Tang Dynasty e The Sun negli anni '90, il gruppo ha ottenuto un discretto successo internazionale, sebbene solamente entro i confini dell'Asia. La fama dei Tang Dynasty subì un brusco arresto nel 1995, quando il bassista Zhang Ju morì a causa di un incidente stradale. Da allora, la band ha continuato ad esibirsi in diversi live, soprattutto in Giappone, senza riscuotere molto successo, e dopo alcune dichiarazioni di immaturità della band da parte di Liu, il frontman Ding Wu lo allontanò dal gruppo nel 1996. Dopo aver lasciato il gruppo, Liu ha dato vita ad un progetto solista chiamato Tang Dynasty Lao Wu, tuttavia nel 2002 è tornato nella band.
Oltre ad essere accreditato come uno dei primi chitarristi rock/metal cinesi, Liu compone anche melodie folk ed etniche. Con i Tang Dynasty, ha venduto 2.000.000 di dischi ufficiali solo in Asia, mentre da solista ha pubblicato due album studio. Il suo genere solista è orientato principalmente verso la world music. A gennaio del 2009, Lao Wu ha annunciato che avrebbe nuovamente lasciato i Tang Dynasty per ragioni personali.